# Wywiadowca
Wywiadowca − drugi męski stopień harcerski w ZHP, ZHR i SH. Pierwszy w SHK Zawisza. W ZHP przeznaczony dla harcerzy 10-13 letnich. Oznaczeniem stopnia są dwie belki na pagonie (ZHP) i srebrna lilijka na krzyżu harcerskim (ZHR, kiedyś również w ZHP).

## WZHP
Wyższym stopniem jest Odkrywca, a niższym Młodzik.

### Idea stopnia
Przestrzega Prawa i Przyrzeczenia Harcerskiego w codziennym życiu. Zdobywa harcerską wiedzę i doskonali umiejętności z różnych dziedzin. Tropi sytuacje, w których może być pożyteczny. Ćwiczy swoją spostrzegawczość i sprawność. Aktywnie uczestniczy w zadaniach zastępu i drużyny.

### Wymagania do otworzenia próby
- zdobył stopień Młodzik, a jeżeli nie posiada stopnia Młodzik to realizuje próbę Wywiadowcy poszerzoną o wiadomości i umiejętności zawarte w wymaganiach na stopień Młodzik,
- aktywnie uczestniczy w życiu zastępu i drużyny.

### Czas próby
6-12 miesięcy

### Wymagania stopnia

#### 1) Praca nad sobą
1. Notuję sytuacje, w których postąpiłem zgodnie i niezgodnie z Prawem Harcerskim i na ich podstawie dokonałem wyboru punktu Prawa, na którym szczególnie chciałbym się mocno poprawić.
2. Robię codzienny rachunek dobrych i złych uczynków.
3. Ukończyłem próbę silnej woli, np. przez tydzień zrezygnowałem ze słodyczy, oglądania telewizji, gier komputerowych.

#### 2) Życie codzienne
1. Przygotowałem uroczysty posiłek dla domowników lub uczestniczyłem w przygotowaniach świąt rodzinnych.
2. Znam historię swojej rodziny.
3. Rozmawiam z rodziną o moich problemach.

#### 3) Zaradność życiowa
1. Osiągnąłem dobre wyniki w grach na spostrzegawczość.
2. Uczestniczyłem w akcji zarobkowej drużyny.
3. Wiem, jakie zmiany rozwojowe zachodzą u chłopców i dziewczyn w moim wieku. Staram się poznawać możliwości swojego organizmu.
4. Znam szkodliwe skutki palenia papierosów, picia alkoholu i zażywania narkotyków.
5. Regularnie uprawiam wybraną dziedzinę sportu lub aktywności ruchowej. Poprawiłem swoje osiągnięcia.
6. Systematycznie ćwiczę znajomość języka obcego.
7. Korzystałem z informacji PKS/PKP. Uzyskałem potrzebny numer telefoniczny i znalazłem potrzebną informację w internecie.

#### 4) Wiedza harcerska
1. Znam najważniejsze wydarzenia z dziejów harcerstwa. Potrafię wskazać kilka postaci zasłużonych dla ruchu harcerskiego.
2. Wiem, jak powstała tradycja Dnia Myśli Braterskiej.
3. Wiem, co oznacza skrót WOSM i WAGGGS. Wyjaśnię, dlaczego harcerki noszą na mundurze plakietkę WAGGGS, a harcerze - WOSM.
4. Znam historię swojej drużyny(szczepu) oraz bohatera drużyny(szczepu). Wiem, jakie cechy bohatera drużyny(szczepu) warto naśladować.
5. Wiem, kto jest bohaterem mojego hufca i mojej chorągwi.
6. Znam nazwy stopni harcerskich i instruktorskich oraz sposób oznaczania ich na mundurze. Wiem, jakie sznury noszą instruktorzy komendy hufca, komendy chorągwi, Głównej Kwatery, Przewodniczący ZHP. Znam ich miejsce w strukturze ZHP.
7. Przeczytałem minimum 2 książki o tematyce harcerskiej.

#### 5) Techniki harcerskie
1. Znam skład apteczki drużyny i wiem, jak stosować znajdujące się w niej środki. Potrafię udzielić pierwszej pomocy w wypadku: krwotoku, stłuczenia, oparzenia, odmrożenia, skręcenia stawu, złamania kończyny, wystąpienia ciała obcego w oku, omdlenia, udaru słonecznego. Pełniłem służbę samarytańską, np. na wycieczce, biwaku, festynie.
2. Wyznaczyłem azymuty w terenie. Wykonałem szkic drogi: zaznaczając azymuty, charakterystyczne obiekty i odległości. Posługując się busolą i mapą dotarłem do wyznaczonego miejsca. Wyznaczyłem w nocy kierunek północny. Prawidłowo oceniłem "na oko" odległość w terenie, długość przebytej drogi i marszu. W pomiarach wykorzystałem wymiary swojego ciała, np. wzrost, rozpiętość ramion i długość stopy.
3. Znam oznakowanie szlaków turystycznych oraz zasady poruszania się na nich. Przeszedłem oznaczonym szlakiem.
4. Uczestniczyłem w rozstawianiu obozu. Zbudowałem proste urządzenia obozowe lub wykonałem element zdobnictwa obozowego. Znam osiem węzłów, wykorzystałem je w praktyce, np. przy budowie urządzeń, w zdobnictwie obozowym lub podczas wędrówki. Przygotowałem posiłek dla zastępu na kuchni polowej lub kuchence turystycznej.
5. Kompletuję ekwipunek turystyczny odpowiedni na różne pory roku.
6. Nadałem i odebrałem wiadomość przekazaną Alfabetem Morse'a.
7. Odnalazłem w środowisku 5 roślin chronionych.
8. Obserwowałem wybrane zwierzę i opowiedziałem w zastępie, drużynie lub szczepie o swoich spostrzeżeniach.
9. Wykonałem pożyteczną pracę na rzecz przyrody.

#### 6) Postawa obywatelska
1. Znam obszar swojej gminy i jej siedzibę. Sprawnie posługuję się mapą lub planem swojej okolicy, na jej podstawie dotrę na wskazane miejsce.
2. Znam daty świąt narodowych, wiem, jakie wydarzenia te święta upamiętniają. Przygotuj z zastępem zbiórkę z okazji jednego z nich.
3. Potrafię wskazać na mapie krainy geograficzne Polski.
4. Wiem, kto jest protektorem ZHP.
5. Znam flagę Unii Europejskiej. Potrafię wymienić kilka państw, które należą do Unii Europejskiej.

W okresie próby uczestniczyłem w realizacji co najmniej czterech zadaniach zespołowych i jednym biwaku.
W okresie próby zdobyłem przynajmniej 3 sprawności, w tym jedną dwugwiazdkową(**).
Próbę można rozszerzyć o wymagania przyjęte w środowisku.

## WZHR

### Idea stopnia
Jest samodzielny, potrafi kierować pracą innych. Odkrywa istotę wiary i kieruje się nauką Chrystusa w życiu codziennym. Odnajduje potrzebujących wokół siebie, pomaga im i zachęca innych do pomocy ubogim. Radzi sobie samotnie w lesie, zbuduje schronienie, potrafi znaleźć produkty i ugotować posiłek. Potrafi odnaleźć drogę, czytać mapę, na podstawie własnych szkiców narysuje plan dowolnej okolicy. Potrafi przekazywać wiadomości w terenie i sieci. Stara się być przykładem dla swoich rówieśników, jest podporą dla słabszych i otacza opieką dziewczęta. W domu podejmuje się stałych obowiązków. Zna genezę harcerstwa i jego dzieje, rozumie strukturę i historię ZHR. Zna historię Polski ostatniego wieku i rozumie jej związek ze współczesnością. Rozpoznaje i rozwija swoje talenty, poznaje dorobek kulturowy Polski i Europy. Pracuje nad tężyzną fizyczną, uprawia wybraną dziedzinę sportu.

## Idea stopnia wSH
W swojej służbie wywiadowca szuka harcerskiej przygody, tropi teraźniejszość i przeszłość. Wyrabia swoją spostrzegawczość, sprawność i szybką orientację. W harcach osiągnął wprawę którą może zaimponować młodszym. Zdobywa umiejętności pozwalające prowadzić zastęp lub pełnić inną funkcję w drużynie.